# Paradelia salmitensis
Paradelia salmitensis är en tvåvingeart som beskrevs av Griffiths 1987. Paradelia salmitensis ingår i släktet Paradelia och familjen blomsterflugor.
Artens utbredningsområde är Northwest Territories, Kanada. Inga underarter finns listade i Catalogue of Life.